# Palácio Monroe

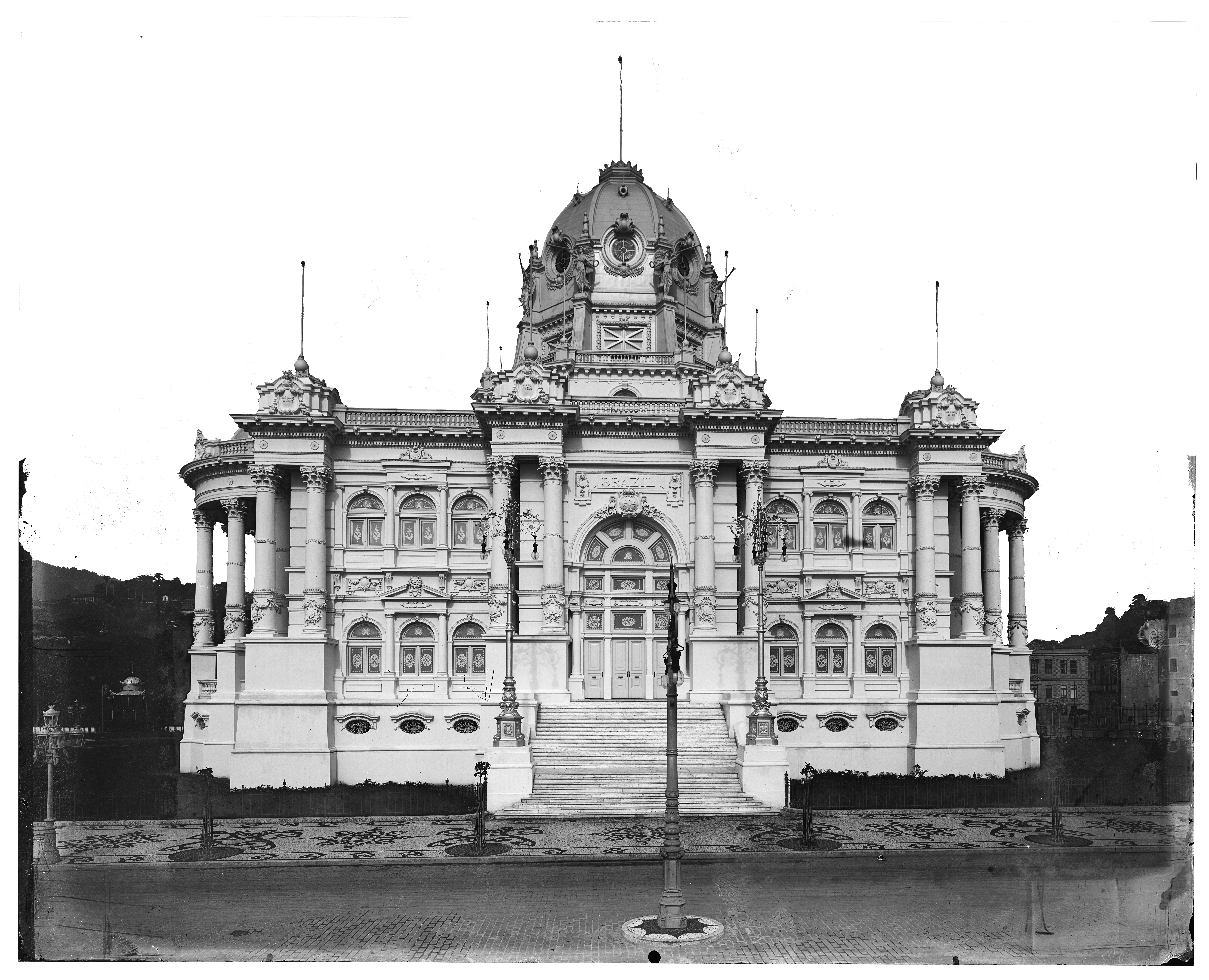
Palácio Monroe

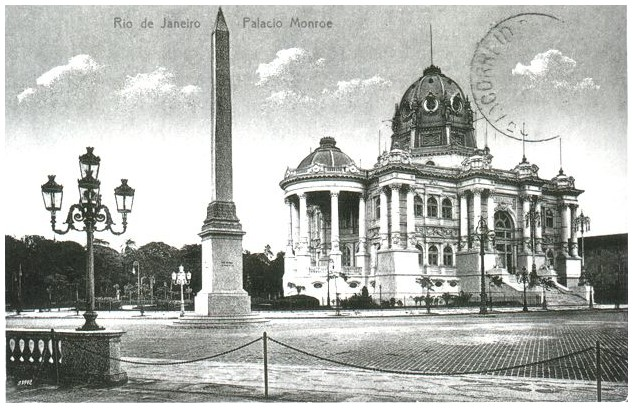
Palácio Monroe

Der Palácio Monroe war ein Monumentalbau im Stadtteil Centro in Rio de Janeiro, Brasilien. Er wurde zu Ehren des US-Präsidenten James Monroe benannt. Ursprünglich wurde er in der US-amerikanischen Stadt St. Louis als brasilianischer Pavillon während der Weltausstellung 1904 errichtet. Nach der Weltausstellung wurde das Gebäude abgebaut und mit Frachtschiffen nach Rio de Janeiro transportiert, wo es 1906 wieder aufgebaut wurde. Die feierliche Eröffnung fand anlässlich der 3. Panamerikanischen Konferenz am 23. Juli 1906 statt. Von 1914 bis 1920 diente der Palast als Sitz des Nationalkongresses und von 1925 bis 1960 als Sitz des Bundessenats.
1975 löste der Architekt und Stadtplaner Lúcio Costa, damals Leiter des Instituts für Nationales Historisches und Künstlerisches Erbe (Instituto do Patrimônio Histórico e Artístico Nacional – IPHAN), eine öffentliche Kontroverse aus, als er sich weigerte, die Denkmalschutzurkunde für den Palácio Monroe zu unterzeichnen. Das Gebäude sollte wegen des Baus der U-Bahn von Rio de Janeiro abgerissen werden, doch angesichts des öffentlichen und medialen Aufruhrs verlegte das Bauunternehmen die Trasse, um das Gebäude zu erhalten. Diese Bemühungen waren jedoch vergeblich, denn am 11. Oktober 1975 genehmigte der Präsident Brasiliens Ernesto Geisel den Abriss des Gebäudes, und ein Bauunternehmer ließ es im März 1976 dem Erdboden gleichmachen. Diese Entscheidung widersprach dem Beschluss des Bundesstaates Rio de Janeiro, das Gebäude 1974 zum offiziellen Wahrzeichen zu erklären. 1979 wurde die U-Bahn-Station Cinelândia als eine der ersten fünf Stationen des damals neuen U-Bahn-Netzes am Standort des abgerissenen Palastes eröffnet.

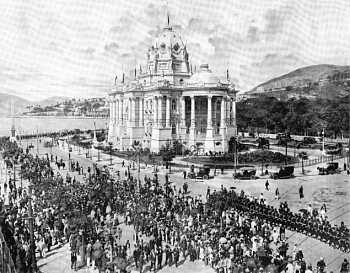
Palácio Monroe während des Trauerzuges von Joaquim Nabuco, 1910.
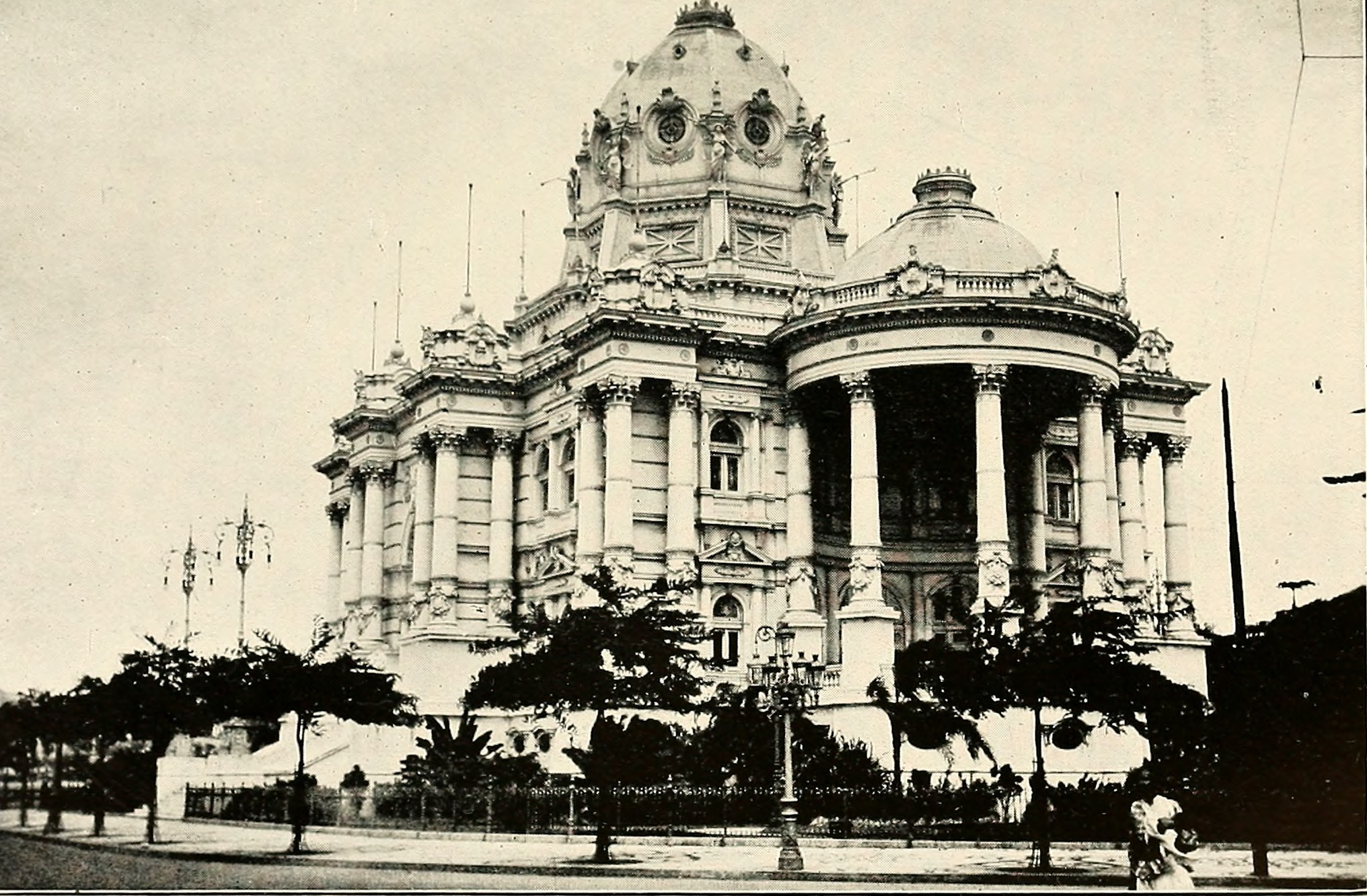
Palácio Monroe, 1912.
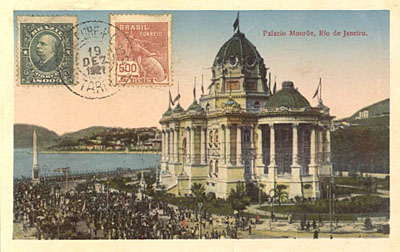
Palácio Monroe auf einer Postkarte.
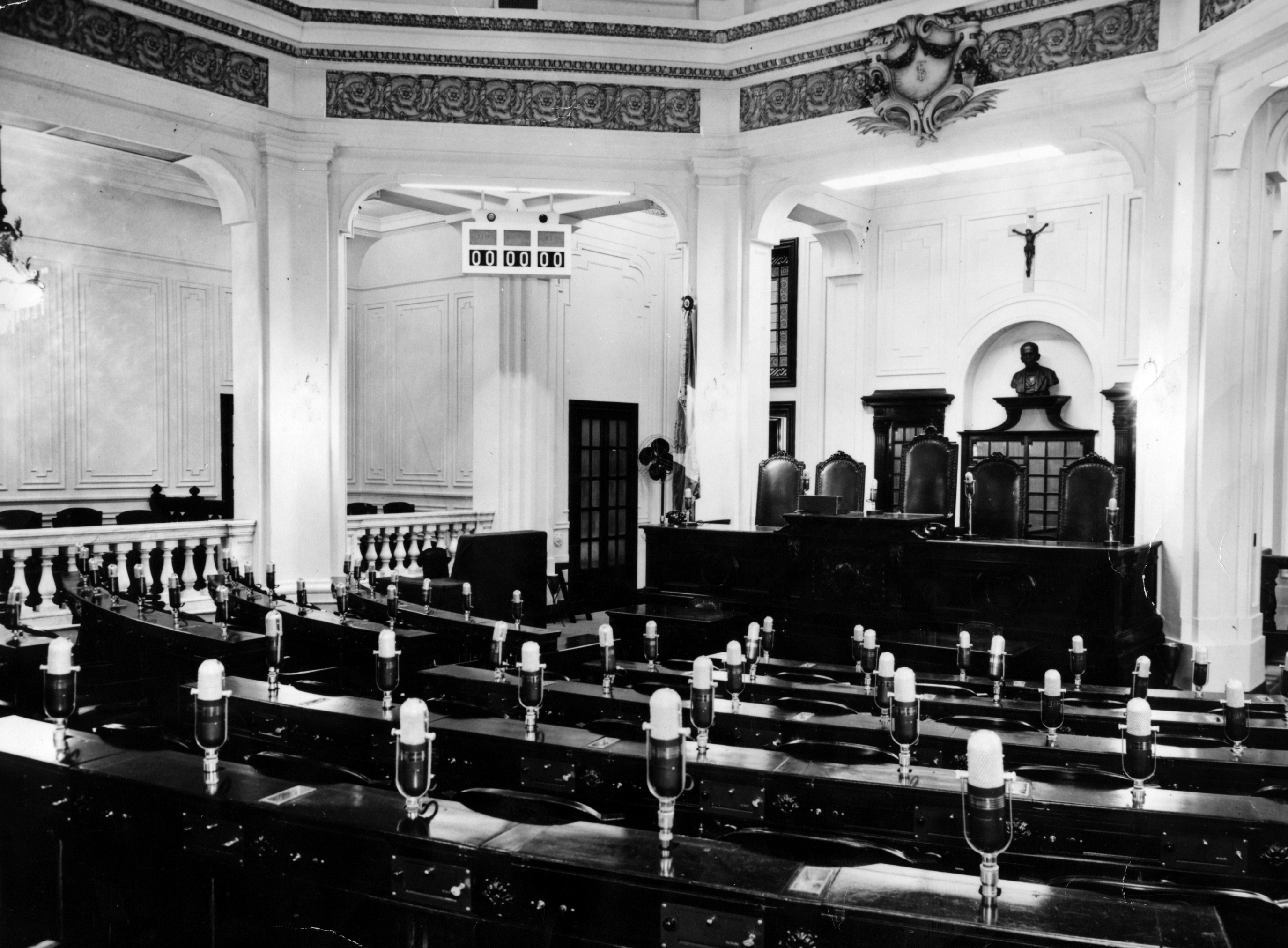
Innenansicht des Palácio Monroe mit Blick auf den Senatssaal.
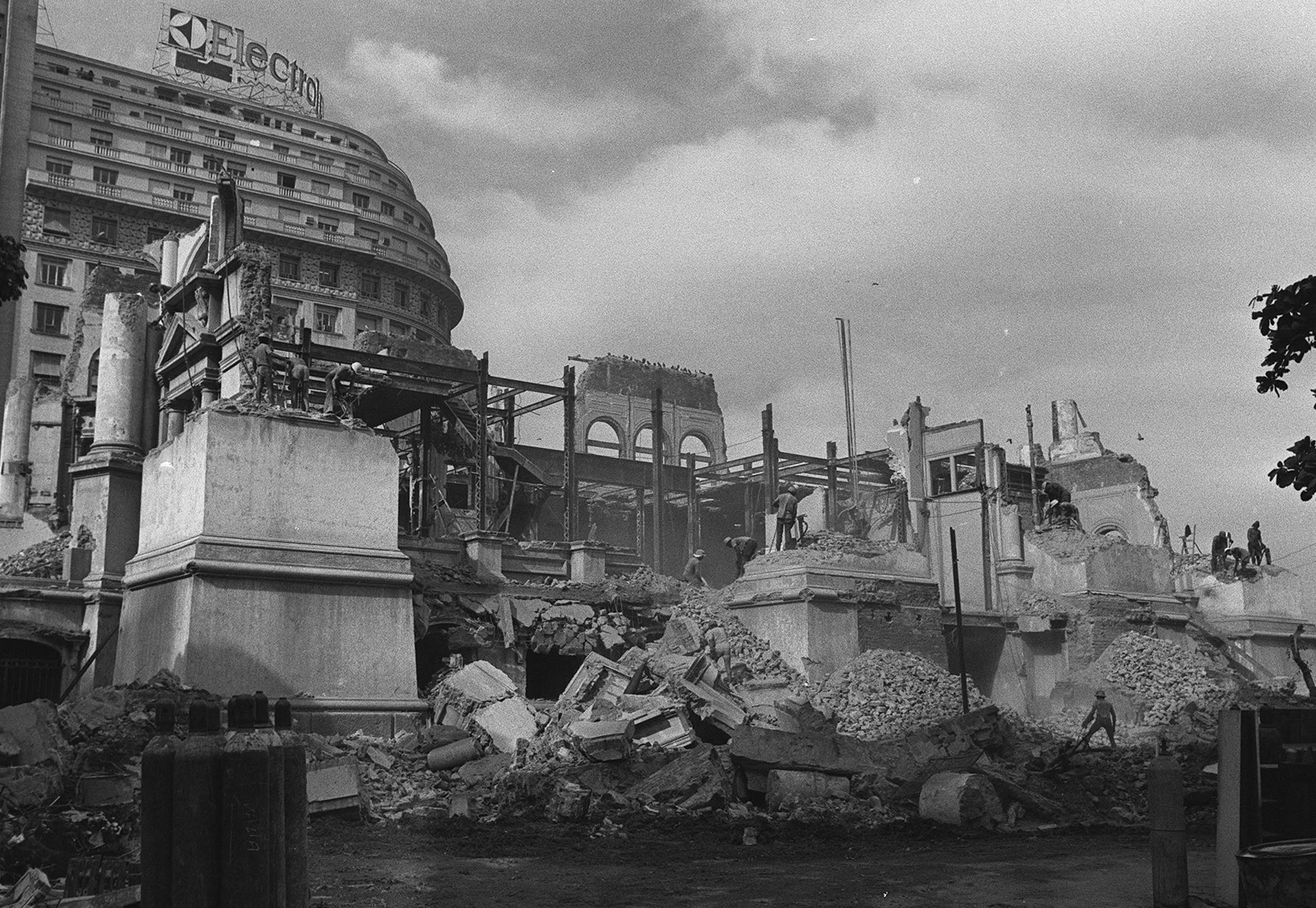
Abriss des Palácio Monroe im Jahr 1976.
Plan der 1. Etage des Palácio Monroe aus dem Jahr 1924, aufbewahrt im Nationalarchiv Brasiliens.